# Ángel Castellanos
Ángel Castellanos Céspedes (Miguelturra, Ciudad Real, 15 de noviembre de 1952 - España, 2 de enero de 2024), conocido futbolísticamente como Castellanos, fue un futbolista español. Jugó de defensa y centrocampista y su primer equipo fue el CD Manchego.

## Biografía
Castellanos fue un jugador con fama de lento, tosco y duro que sufrió una evolución constante en su juego ya que empezó jugando como interior, reconvirtiéndose en defensa para acabar su carrera como mediocentro defensivo.
Salió de las categorías inferiores del CD Manchego de Ciudad Real, en cuyo primer equipo disputó la temporada 1969-1970 en Tercera División, debutando el 21 de septiembre de 1969 con apenas 16 años contra el Adra. Tras un fugaz paso por el CD Sabadell, donde apenas disputó tres partidos en la máxima categoría, se marchó a demostrar sus cualidades al Granada CF. En el equipo andaluz destacó como interior llegando a ser convocado en tres ocasiones por Kubala para la selección española. Sin embargo tras su conversión a central su protagonismo fue decayendo disputando un menor número de partidos cada año.
Sin embargo, la temporada 1976-1977 fichó por el Valencia CF donde se hizo con el puesto de mediocentro titular durante nueve temporadas. En el equipo de la ciudad del Turia vivió sus mejores momentos deportivos, destacando la consecución de la Copa del Rey de 1979, la Recopa de Europa de 1980 en cuya final anotó un penalty decisivo durante la tanda de desempate y la Supercopa de Europa de 1980. 
Esta brillante trayectoria se cortó el verano de 1986 tras el descenso a segunda división del Valencia CF ya que los problemas económicos de la entidad provocaron el cambio de rumbo deportivo del Valencia CF que se basó en una nueva hornada de grandes y jóvenes jugadores como Fernando Gómez, Carlos Arroyo, Quique Sánchez Flores o Fernando Giner lo que hizo que un ya mayor Castellanos se retirara de la práctica profesional del fútbol.
Castellanos falleció el 2 de enero de 2024, a la edad de 71 años, después de pasar varios años sufriendo de enfermedad de Alzheimer.

### Selección nacional
Fue internacional con la selección nacional de fútbol de España tres partidos. Su debut se produjo el 25 de septiembre de 1974 ante Dinamarca en Copenhague ganando el combinado español por uno a dos.

## Clubes
| CD Manchego | España | 1969-1970 |  |  |
| CD Sabadell | España | 1971-1972 |  |  |
| Granada CF  | España | 1972-1976 |  |  |
| Valencia CF | España | 1976-1986 |  |  |
| Granada CF  | España | 1986-1987 |  |  |

## Títulos

### Campeonatos nacionales
| Título       | Club        | País   | Año  |
| ------------ | ----------- | ------ | ---- |
| Copa del Rey | Valencia CF | España | 1979 |

### Campeonatos internacionales
| Título              | Club        | País   | Año       |
| ------------------- | ----------- | ------ | --------- |
| Recopa de Europa    | Valencia CF | España | 1979-1980 |
| Supercopa de Europa | Valencia CF | España | 1980      |